# Titus (Bijbel)

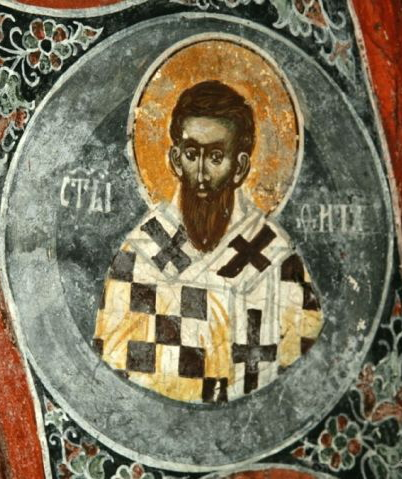
Titus

Titus (Grieks: Τίτος; Títos) (*10 of 11, vermoedelijk Korinthe - † c. 105 Kreta) was een leerling van de apostel Paulus. Paulus noemde Titus een apostel (2 Korintiërs 8:23: ἀπόστολοι ἐκκλησιῶν, apostoloi ekklēsiōn). Later werd hij in de christelijke traditie gerekend tot de zeventig discipelen.

## Leven
Titus wordt regelmatig genoemd in de brieven van Paulus die als authentiek worden beschouwd. Uit deze brieven kan worden opgemaakt dat Titus een tot het christendom bekeerde heiden (niet-Jood) was: "Titus ... werd niet gedwongen zich te besnijden, terwijl hij toch een Griek is" (Galaten 2:3). Hij was Paulus tot steun in penibele situaties. Zo begeleidde Titus Paulus toen deze het concilie van Jeruzalem bijwoonde (Galaten 2:1-10). Bovendien was hij waarschijnlijk betrokken bij het bezweren van de crisis in Korinthe toen er geschillen waren tussen Paulus en een deel van de Korinthische gemeenschap (2 Korintiërs 2:13; 7:6; 12:18). Paulus vroeg Titus de bijdragen van de gemeenten te verzamelen (2 Korintiërs 8:6-23).
Volgens de waarschijnlijk pseudepigrafische 2 Timoteüs 4:11 was Titus naar Dalmatia gereisd. Volgens de waarschijnlijk eveneens pseudepigrafische Titus 1:5 had Paulus Titus op Kreta achtergelaten. Buiten deze vermelding is niets bekend over een verblijf van Paulus op Kreta. De consensus is dat het weinig zin heeft deze lacune met veronderstellingen op te vullen.

### Was Titus Timoteüs?
Sommige commentators beschouwen de Titus uit Galaten en 2 Korintiërs als een informele naam van Timoteüs. Een argument hiervoor is dat beiden door Paulus worden beschreven als intieme medewerker van hem, maar zij nooit gelijktijdig figureren. Vervolgens is de theorie dat verschillende passages (1 Korintiërs 4:17; 16:10; 2 Korintiërs 2:13; 7:6,13–14; 12:18; Handelingen 19:22). gaan over de reis van één persoon: Titus/Timoteüs. Het zou ook kunnen verklaren, waarom Titus niet in Handelingen wordt genoemd, terwijl uit de brieven van Paulus blijkt dat hij een vertrouwde medewerker van Paulus was. Hier wordt vaak tegenin gebracht dat Timoteüs wel door Paulus werd besneden (Handelingen 16:3) en Titus niet (Galaten 2:3). Er zijn echter manuscripten van Galaten 2:4 die soms zo worden opgevat dat Paulus Titus wel besneed.

## Feestdag
Zijn feestdag is op 26 en 27 januari en 6 februari in de Rooms-Katholieke Kerk en Lutherse Kerk en op 25 augustus in de Orthodoxe kerk.